# Alex Muscat
Alexander Muscat, né le 25 décembre 1984, est un footballeur maltais évoluant actuellement au poste d'arrière droit au Sliema Wanderers.

## Biographie
Alex Muscat joue son premier match avec Malte le 16 février 2004 contre l'Estonie.

## Palmarès
- Coupe de Malte : 2016